# Affirmation (sång)
"Affirmation" är en sång inspelad av Savage Garden, och släpptes år 2000 som fjärde singel ut från deras  andra studioalbum med samma namn från 1999. 

## Bakgrund
Sångtexten uttrycker en rad påståenden, som alla börjar med "I believe", till exempel: "I believe you can't control or choose your sexuality" och "I believe that trust is more important than monogamy". Sången framfördes första gången live vid avslutningsceremonin under olympiska sommarspelen 2000 den 1 oktober 2000, där Darren hade på sig en T-shirt med Australiens aboriginska flagga. Den europeiska musikvideon består av en samling klipp från gruppens turné Superstars and Cannonballs i Brisbane. Den ursprungliga australiska versionen av musikvideon består av diverse bilder och händelser ur historien. Singeln var som mest framgångsrik på den brittiska singellistan med topplaceringen #8, och därmed blev duons tredje topp 10-hitlåt. Sången framfördes av Joe McElderry on his Classic Tour.

## Låtlista
- Storbritannien

CD1
1. "Affirmation" (Radioversion) - 4:15
2. "Affirmation" (Almighty Remix) - 8:05
3. "Crash & Burn" (Eddie's Crossover Mix) - 3:30

CD2
1. "Affirmation" (Live In Brisbane, May 2000) - 5:47
2. "Truly Madly Deeply" (Live In Brisbane, May 2000) - 4:38
3. "I Knew I Loved You" (Live In Brisbane, May 2000) - 4:56

Kassettband
1. "Affirmation" (Radioversion) - 4:15
2. "Truly Madly Deeply" (Live i Brisbane, maj 2000) - 4:38

- Europa

CD-singel
1. "Affirmation" (Radioversion) - 4:15
2. "Affirmation" (Stop Beats Mix) - 4:45

Maxi-CD
1. "Affirmation" (Radioversion) - 4:15
2. "Affirmation" (Stop Beats Mix) - 4:45
3. "I Knew I Loved You" (Eddie's Savage Dance Mix) - 5:58
4. "Two Beds and a Coffee Machine" (Piano & Vocal Mix) - 3:28

- Australien

Standard
1. "Affirmation" - 4:56
2. "I Don't Care" - 4:38
3. "Affirmation" (Stop Beats Mix) - 4:45
4. "I Knew I Loved You" (Eddie's Crossover Mix) - 4:26

Begränsad utgåva
1. "Affirmation" - 4:56
2. "I Don't Care" - 4:38
3. "Affirmation" (Stop Beats Mix) - 4:45
4. "I Knew I Loved You" (Eddie's Crossover Mix) - 4:26
5. "Affirmation" (Music Video)

- Japan

1. "Affirmation" (Groovy Mix) - 4:45
2. "I Knew I Loved You" (7" Mini Me Mix) - 4:19
3. "I Knew I Loved You" (Eddie's Rhythm Radio Mix) - 4:25
4. "Two Beds and a Coffee Machine" (Piano & Vocal Mix) - 3:28
5. "I Don't Care" (Original Version) - 5:05

## Listplaceringar
| Årlista (2000)          | Position |
| ----------------------- | -------- |
| Australiska ARIA-listan | 95       |

| Lista (2000)   | Position |
| -------------- | -------- |
| Australien     | 16       |
| Nya Zeeland    | 29       |
| Storbritannien | 8        |
| Sverige        | 26       |

### Fotnoter
1. ↑  ”ARIA Charts - End of Year Charts - Top 100 Singles 2000”. Aria.com.au. http://www.aria.com.au/pages/aria-charts-end-of-year-charts-top-100-singles-2000.htm. Läst 3 november 2011.
2. 1 2  ”Listplacering”. Arkiverad från originalet den 2 november 2012. https://web.archive.org/web/20121102102236/http://charts.org.nz/showitem.asp?interpret=Savage+Garden&titel=Affirmation&cat=s. Läst 24 februari 2012.
3. ↑  ”Listplacering”. Arkiverad från originalet den 22 juli 2012. https://archive.is/20120722014943/http://www.chartstats.com/release.php?release=28139. Läst 24 februari 2012.
4. ↑  ”Listplacering”. http://swedishcharts.com/showitem.asp?interpret=Savage+Garden&titel=Affirmation&cat=s. Läst 24 februari 2012.